# Serin
Pour les articles homonymes, voir Serin (homonymie).
Pour les articles ayant des titres homophones, voir Serein, Serain et Seraing.
Taxons concernés
Une quarantaine d'espèces réparties dans les genres :
- Serinus
- Crithagra
- Spinus
- Chrysocorythusmodifier

Serin est un terme vernaculaire composant le nom normalisé de plusieurs espèces de passereaux de la famille des Fringillidae.
L'espèce de serin la plus connue à l'échelle mondiale est le Serin des Canaries (dit canari), oiseau de cage et de volière, apprécié pour son chant, dont il existe aujourd'hui de nombreuses mutations de couleurs et de formes.

## Noms français et noms scientifiques correspondants

### Noms normalisés
Liste alphabétique des serins portant précisément ce terme dans leur nom normalisé d'après la Commission internationale des noms français des oiseaux (CINFO).
- Serin à calotte jaune – Serinus flavivertex
- Serin à croupion blanc – Crithagra leucopygia
- Serin à croupion jaune – Crithagra xanthopygia
- Serin à diadème – Crithagra frontalis
- Serin à front d'or – Serinus pusillus
- Serin à gorge blanche – Crithagra albogularis
- Serin à gorge jaune – Crithagra flavigula
- Serin à gorge noire – Crithagra atrogularis
- Serin à gros bec – Crithagra donaldsoni
- Serin à masque noir – Crithagra capistrata
- Serin à poitrine citron – Crithagra citrinipectus
- Serin à tête noire – Serinus nigriceps
- Serin à trois raies – Crithagra tristriata
- Serin à ventre blanc – Crithagra dorsostriata
- Serin alario – Serinus alario
- Serin bifascié – Crithagra leucoptera
- Serin bridé – Crithagra whytii
- Serin cini – Serinus serinus
- Serin d'Abyssinie – Crithagra citrinelloides
- Serin d'Ankober – Crithagra ankoberensis
- Serin d'Arabie – Crithagra rothschildi
- Serin de Buchanan – Crithagra buchanani
- Serin de Burton – Crithagra burtoni
- Serin de Reichard – Crithagra reichardi
- Serin de Reichenow – Crithagra reichenowi
- Serin de Sainte-Hélène – Crithagra flaviventris
- Serin de Salvadori – Crithagra xantholaema
- Serin de Symons – Crithagra symonsi
- Serin des Canaries – Serinus canaria
- Serin des Kipengere – Crithagra melanochroa
- Serin du Cap – Serinus canicollis
- Serin du Koli – Crithagra koliensis
- Serin du Mozambique – Crithagra mozambica
- Serin du Tibet – Spinus thibetana
- Serin du Yémen – Crithagra menachensis
- Serin est-africain – Crithagra hyposticta
- Serin forestier – Crithagra scotops
- Serin gris – Crithagra gularis
- Serin malais – Chrysocorythus estherae
- Serin oreillard – Crithagra mennelli
- Serin ouest-africain – Crithagra canicapilla
- Serin roux – Crithagra rufobrunnea
- Serin soufré – Crithagra sulphurata
- Serin strié – Crithagra striolata
- Serin syriaque – Serinus syriacus
- Serin totta – Crithagra totta